# Weatherby Lake
Weatherby Lake – miasto w Stanach Zjednoczonych, w stanie Missouri, w hrabstwie Platte.